# KHD T6M 625 R
Die KHD T6M 625 R sind dreiachsige Diesellokomotiven mit Stangenantrieb, die für den leichten Rangierdienst konzipiert wurden. Sie wurden von 1957 bis 1961 von Klöckner-Humboldt-Deutz (KHD) gebaut und bei verschiedenen Privatbahnen in Deutschland und Europa eingesetzt.

## Entwicklung
Zur Bauzeit war beim Hersteller KHD die Motorbezeichnung identisch mit der Lokomotivbezeichnung. Grundlage dafür war die Einführung einer neuen Motorreihe, die als wassergekühlte Zweitaktmotoren mit V-förmig angeordneten Zylindern konstruiert war. Die V-Anordnung ermöglichte niedrigere Bauhöhen der Motoren und dadurch niedrigere Motorhauben, um dem Lokführer die Streckensicht zu verbessern.
Die Lokomotiven waren als verstärkte Typenreihe für Aufgabengebiete entwickelt worden, für die die KHD T4M 525 R zu schwach war. Grundlage war die Ausrüstung mit einem Sechszylinder-Zweitakt-Dieselmotor mit 400 PS Leistung. Es wurden elf Lokomotiven gebaut. Die Lokomotivbezeichnung ist mit der Bezeichnung des Motors identisch. Bei dem konkreten Fall KHD T6M 625 R bedeutete T-stehender Zweitakt-Dieselmotor, 6 = Zylinderzahl 6, M = wassergekühlt, die folgende 6 bezeichnet die sechste Ausführung des Motors und die 25 den Kolbenhub in cm. Mit R wird die normalspurige Rangierlok bezeichnet.
Geliefert wurden die Lokomotiven für den schweren Verschub an Werke in Deutschland wie das Kalisalzbergwerk Buggingen, die Klöckner Werke und die Dortmund-Hörder Hüttenunion. Ferner erhielt die private Osthannoversche Eisenbahnen zwei Lokomotiven. Zwei Lokomotiven wurden nach Italien verkauft.

## Technik
Die Lokomotiven waren mit einem größeren Vorbau für die Maschinenanlage und einem kleineren Vorbau für die Hilfsbetriebe ausgestattet. Über den Umlauf konnte bei eventuellen Störungen jede Tür der Maschinenanlage erreicht werden. Das Führerhaus besaß keinen Sonnenschutz und hatte eingezogene Türen.
Die Maschinenanlage mit einer Leistung von 400 PS bestand aus einem Sechszylinder-Zweitakt-Dieselmotor von KHD und einem Strömungsgetriebe von Voith. Die Lokomotiven besaßen ein Nachschaltgetriebe mit einem Rangiergang für die Geschwindigkeitsstufen bis 35 km/h und einem Streckengang für Geschwindigkeiten bis 50 km/h.

## Einsatz
Das Einsatzgebiet war der schwere Verschub und leichte Übergaben auf kurzen Strecken. 1988 wurden zwei Lokomotiven nach dem Schaden an der Maschinenanlage verschrottet, die anderen nach Italien verkauft. Bei den meisten ist der Verbleib unbekannt.

### Osthannoversche Eisenbahnen
1959 erhielt die Gesellschaft ihre beiden Lokomotiven, die 1979 nach Italien verkauft wurden, wo sie bei verschiedenen Gleisbaufirmen zum Einsatz kamen. 2002 wurden die Lokomotiven das letzte Mal gesichtet.